# Paphiopedilum bullenianum
Paphiopedilum bullenianum es una especie de la familia de las orquídeas. 

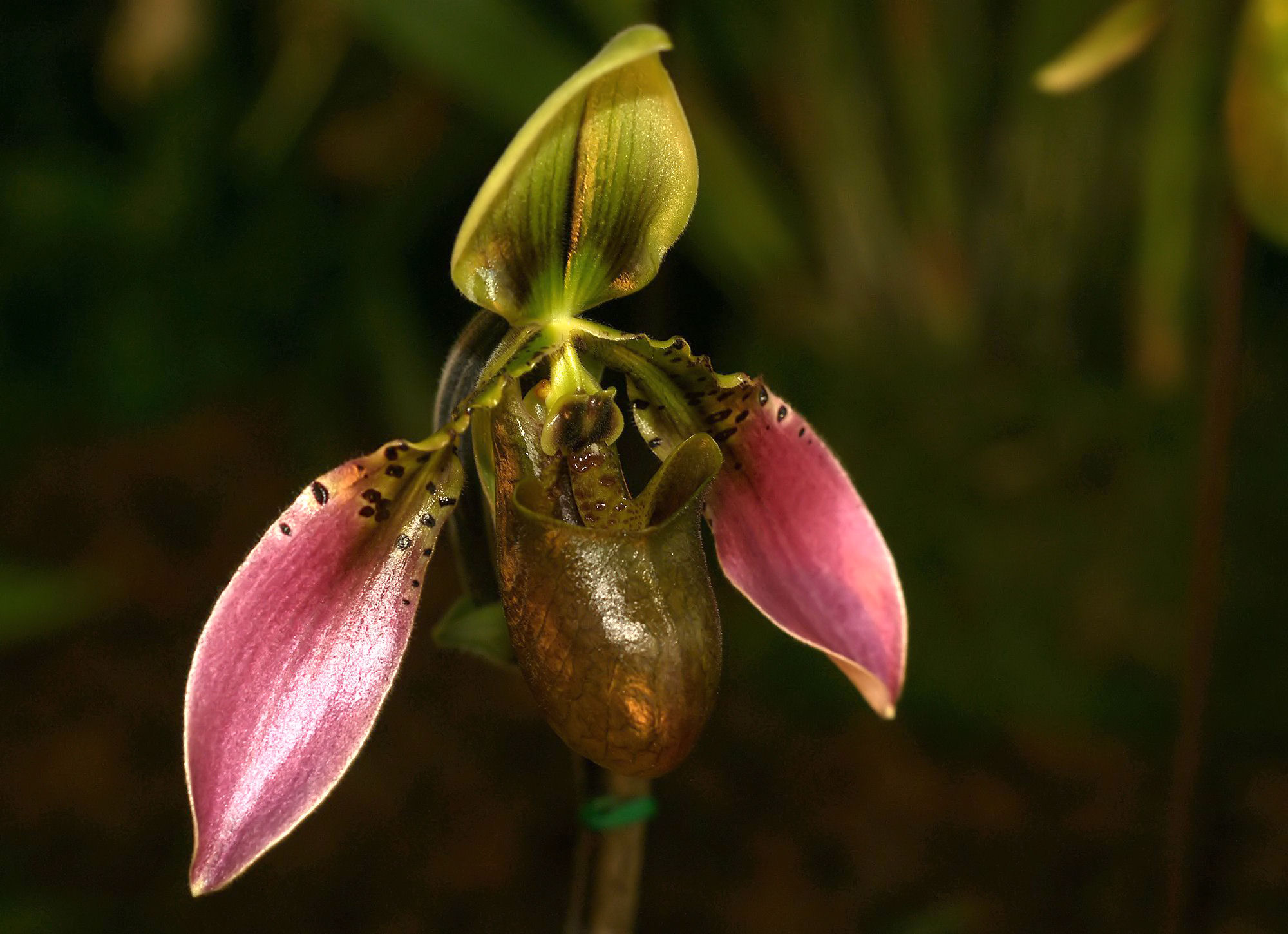
Detalle de la flor

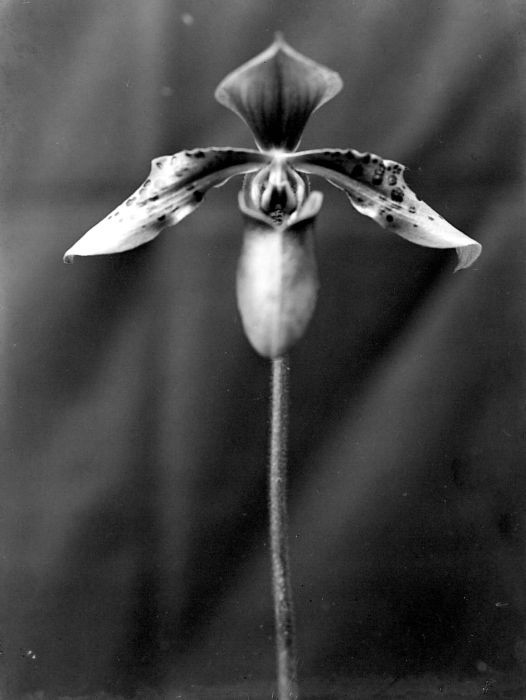
Paphiopedilum bullenianum

## Descripción
Es una orquídea de tamaño mediano, de hábito epifitas y terrestres con hojas elípticas a estrechamente elípticas, de color verde oscuro y moteado borroso en las hojas verdes azuladas. Florece en el invierno y la primavera en una inflorescencia erecta de 30 cm de largo, generalmente con flores púrpura púberes con una bráctea ciliada que presenta la flor muy por encima de las hojas.

## Distribución
Se encuentra en Borneo, Sumatra, Célebes y Península de Malasia en las elevaciones del nivel del mar a 1850 metros donde crece en el humus de laderas empinadas y húmedas sobre rocas cubiertas de musgo en los bosques de manglares.

## Taxonomía
Paphiopedilum bullenianum fue descrita por (Rchb.f.) Pfitzer y publicado en Botanische Jahrbücher für Systematik, Pflanzengeschichte und Pflanzengeographie 19: 40. 1895.
Etimología
Paphiopedilum (Paph.): , nombre genérico que deriva de las palabras griegas: "Paphia": de "Paphos", epíteto de "Venus" y "pedilon" = "sandalia" ó "zapatilla" aludiendo a la forma del labelo como una zapatilla.
bullenianum; epíteto otorgado en honor de Bullen, un jardinero inglés de los 1800.
Sinonimia
- Cordula amablis [Haller f.] Merril 1921
- Cordula bulleniana [Rchb.f] Rolfe 1912;
- Cypripedium bullenianum Rchb.f 1865;
- Cypripedium hookerae var amabile [Haller f.] Kranzlin 1897;
- Cypripedium hookerae var bullenianum Veitch 1889;
- Cypripedium robinsonii Ridley 1915;
- Paphiopedium amabile Hallier f. 1895
- Paphiopedilum bullenianum var celebensis [Fowlie & Birk] Cribb 1987;
- Paphiopedilum bullenianum var. johorense (Fowlie & Yap) Braem, C.O.Baker & M.L.Baker 1999
- Paphiopedilum celebesensis Fowlie & Birk 1980
- Paphiopedilum ceramensis Birk 1983;
- Paphiopedilum hookerae var bullenianum [Rchb.f] Kerchove 1894;
- Paphiopedilum johorensis Fowlie & Yap 1972
- Paphiopedilum linii Schoser 1966;
- Paphiopedilum robinsonii [Ridley] Ridley 1924;
- Paphiopedilum tortipetalum Fowlie 1985;
- Paphiopedilum tortisepalum Cribb 1987[3][4][1]